# Burch-Wartofsky-Score
Mit dem Burch-Wartofsky-Score kann die Wahrscheinlichkeit für das Vorliegen einer thyreotoxischen Krise unabhängig von der Höhe der Schilddrüsenhormone rein aufgrund klinischer und physikalischer Kriterien quantifiziert werden.
In diese Punkteskala gehen Körpertemperatur, zentralnervöse Effekte, hepatogastrointestinale Symptome, kardiovaskuläre Dysfunktion und die Anamnese des Patienten ein.
| Parameter                                        | Wert                                                          | Punkte    |
| ------------------------------------------------ | ------------------------------------------------------------- | --------- |
| Temperatur                                       | < 37,7 °C / < 99,9 °F                                         | 5 Punkte  |
| Temperatur                                       | 37,8–38,3 °C / 100–100,9 °F                                   | 10 Punkte |
| Temperatur                                       | 38,4–38,8 °C / 101–101,9 °F                                   | 15 Punkte |
| Temperatur                                       | 38,9–39,4 °C / 102–102,9 °F                                   | 20 Punkte |
| Temperatur                                       | 39,5–39,9 °C / 103–103,9 °F                                   | 25 Punkte |
| Temperatur                                       | ≥ 40 °C / ≥ 104 °F                                            | 30 Punkte |
| Zentralnervöse Symptomatik                       | Fehlend                                                       | 0 Punkte  |
| Zentralnervöse Symptomatik                       | Mild (Agitation)                                              | 10 Punkte |
| Zentralnervöse Symptomatik                       | Mäßig (Delirium, Psychose, extreme Lethargie)                 | 20 Punkte |
| Zentralnervöse Symptomatik                       | Schwer (Krampfanfälle, Koma)                                  | 30 Punkte |
| Hepato-gastrointestinale Dysfunktion             | Fehlend                                                       | 0 Punkte  |
| Hepato-gastrointestinale Dysfunktion             | Mäßig (Durchfall, Übelkeit, Erbrechen, Abdominelle Schmerzen) | 10 Punkte |
| Hepato-gastrointestinale Dysfunktion             | Schwer (Unerklärter Ikterus)                                  | 20 Punkte |
| Kardiovaskuläre Dysfunktion 1 (Tachykardie)      | 90–109 / Minute                                               | 5 Punkte  |
| Kardiovaskuläre Dysfunktion 1 (Tachykardie)      | 110–119 / Minute                                              | 10 Punkte |
| Kardiovaskuläre Dysfunktion 1 (Tachykardie)      | 120–129 / Minute                                              | 15 Punkte |
| Kardiovaskuläre Dysfunktion 1 (Tachykardie)      | 130–139 / Minute                                              | 20 Punkte |
| Kardiovaskuläre Dysfunktion 1 (Tachykardie)      | ≥ 140 / Minute                                                | 25 Punkte |
| Kardiovaskuläre Dysfunktion 2 (Herzinsuffizienz) | Fehlend                                                       | 0 Punkte  |
| Kardiovaskuläre Dysfunktion 2 (Herzinsuffizienz) | Mild (Beinödeme)                                              | 5 Punkte  |
| Kardiovaskuläre Dysfunktion 2 (Herzinsuffizienz) | Mäßig (bibasilare Rasselgeräusche)                            | 10 Punkte |
| Kardiovaskuläre Dysfunktion 2 (Herzinsuffizienz) | Schwer (Lungenödem)                                           | 15 Punkte |
| Kardiovaskuläre Dysfunktion 3 (Vorhofflimmern)   | Fehlend                                                       | 0 Punkte  |
| Kardiovaskuläre Dysfunktion 3 (Vorhofflimmern)   | Vorhanden                                                     | 10 Punkte |
| Suggestive Anamnese                              | Fehlend                                                       | 0 Punkte  |
| Suggestive Anamnese                              | Vorhanden                                                     | 10 Punkte |

Die Punktwerte werden aufsummiert und ergeben dann den Score-Wert.
Bei einem Score-Wert von über 25 Punkten ist eine thyreotoxische Krise möglich, sie ist wahrscheinlich, wenn mehr als 45 Punkte erreicht werden.
Der Wert des Burch-Wartofsky-Scores liegt besonders darin, dass die Wahrscheinlichkeit einer Thyreotoxikose bereits abgeschätzt werden kann, bevor der Spiegel von Schilddrüsenhormonen im Blutplasma bestimmt worden ist. Dies ist z. B. in der Intensiv- und Notfallmedizin von Bedeutung.

## Bewertung
Der Burch-Wartofsky-Score ist bislang nur in kleinen Studien evaluiert worden. Die Originalpublikation von Burch und Wartofsky stützt sich z. B. auf die retrospektive Untersuchung von 60 Literaturfällen.